# Дюгамель, Александр Осипович
Алекса́ндр О́сипович Дюгаме́ль (26 января 1801 — 28 мая 1880) — генерал от инфантерии, Западно-Сибирский генерал-губернатор.

## Биография
Родился 26 января 1801, в Митаве в семье Лифляндского вице-губернатора тайного советника Осипа Осиповича Дюгамеля, происходил из дворян Лифляндской губернии.
Получил блестящее домашнее образование, в 1820 году выдержал экзамен на чин при Пажеском корпусе.
Начал службу 27 января 1820 года прапорщиком свиты Его Величества по квартирмейстерской части и назначен состоять при канцелярии генерал-квартирмейстера Главного штаба. В 1820—1823 годах принимал участие в тригонометрической съёмке Петербургской губернии.
22 апреля 1823 года произведён в подпоручики и 12 декабря переведён в Гвардейский Генеральный штаб, в котором получил назначение в Военно-топографическое депо. В 1825—1826 годах состоял при полковнике Ф. Ф. Берге во время его экспедиции к Каспийскому и Аральскому морям, летом 1826 года вернулся и в Москве представил императору отчёт об экспедиции. 23 августа 1826 года был произведён в поручики и командирован в Константинополь, где находился до октября следующего года, занимая должность 2-го секретаря при военном отделении русской миссии, 29 июля 1827 года получил орден св. Владимира 4-й степени и 22 августа — чин штабс-капитана.
Во время русско-турецкой войны 1828—1829 гг. Дюгамель был определён в Императорскую главную квартиру, после переправы через Дунай войск 3-го пехотного корпуса состоял в авангарде генерал-лейтенанта Ф. В. Ридигера и участвовал в боях под Констанцей и Шумлой, в июне 1828 г. за отличие при Кюстенджи получил бант к ордену св. Владимира 4-й степени, в октябре 1828 г. направлен во 2-й пехотный корпус под Силистрию и за отличие при осаде этой крепости был награждён орденом св. Анны 3-й степени с мечами и бантом. В кампанию 1829 г. Дюгамель получил назначение в 6-й пехотный корпус генерала от инфантерии Л. О. Рота, 5 мая участвовал в сражении при селении Эски-Арнаутлар, был ранен в плечо и взят в плен, содержался в Шумле до 3 июля. После освобождения прибыл в Главную квартиру армии в Ямболь и уже 8 августа участвовал в занятии Адрианополя; 4 сентября отправлен в Кавказскую армию графа И. Ф. Паскевича под Эрзерум с известием о заключении мира. 14 октября 1829 г. за отличие был произведён в капитаны.
Затем в 1831 г. Дюгамель участвовал в походах против поляков, отличился и здесь, особенно в сражениях при Калушине, Вавре и Грохове; за что был награждён 22 марта 1831 г. золотой шпагой с надписью «За храбрость». После этого Дюгамель был в составе отряда генерала от кавалерии К. А. Крейца, а затем при генерал-лейтенанте Н. Н. Муравьёве до присоединения последнего к главным силам в Пултуске. После взятия Варшавы, за отличие в котором Дюгамель 15 октября получил орден св. Анны 2-й степени и был произведён 25 декабря 1831 г. в полковники, он был командирован в Санкт-Петербург и продолжал службу в Главном штабе, откуда был назначен состоять при Н. Н. Муравьёве, отправленному в Турцию для исполнений секретных поручений. По прибытии в Константинополь, Муравьёв отправил Дюгамеля в Конию для проведения переговоров с египетским командующим Ибрагимом-пашой. По возвращении в турецкую столицу в апреле 1833 года, Дюгамель занимался составлением описания укреплений Дарданелл, а 13 мая был назначен состоять при главнокомандующем русским экспедиционным корпусом графе А. Ф. Орлове, посланном на помощь турецкому султану против восставшего египетского паши Мухаммеда-Али. После урегулирования турецких неурядиц Дюгамель был назначен 8 августа в Каир генеральным консулом; 12 августа получил орден св. Владимира 3-й степени; 23 октября 1836 г. был удостоен ордена св. Станислава 2-й степени со звездой; 6 декабря 1836 г. произведён в генерал-майоры; и, наконец, 3 августа 1837 года отозван в Россию.
Дипломатические способности Дюгамеля выдвинули его, и потому 30 апреля следующего года он был назначен полномочным министром при тегеранском дворе, где сменил графа Симонича. В 1841 г. Дюгамель оставил пост министра в Персии, был зачислен в списки Генерального штаба и назначен непременным членом совета Военной академии. Через год ему были даны особые дипломатические поручения в княжества Молдавию и Валахию, исполненные им с большим успехом. 1 декабря 1843 г. Дюгамель был назначен членом комитета, учреждённого для начертания общего плана водяных и сухопутных сообщений в Империи, по завершении работ в комитете в 1845 г. Дюгамель подал прошение об отставке «по крайне расстроенным обстоятельствам», но император, «имея в виду дать ему высшее назначение», высказал пожелание, чтобы он не оставлял службы. 25 декабря 1847 г. Дюгамель был назначен в свиту Его Величества и в апреле следующего года был направлен в Молдавию и Валахию для предотвращения революционных выступлений. 3 апреля 1849 г. произведён в генерал-лейтенанты. Вскоре после этого он получил орден св. Владимира 2-й степени (17 января 1850 г.), а затем и Белого орла (24 апреля 1851 г.) за отличное исполнение особых поручений во второй раз в княжествах Молдавии и Валахии.
15 декабря 1851 г. Дюгамель был назначен сенатором и присутствовать в межевом департаменте правительствующего сената. Затем в последующие годы Дюгамель был назначаем присутствующим, а с 1856 г. — первоприсутствующим последовательно в различных департаментах сената (как то — 1-й департамент, 3-й департамент, Департамент герольдии). В том же 1856 г., 26 августа, Дюгамель получил орден св. Александра Невского, а через четыре года, 30 августа 1860 г. — алмазные знаки к этому ордену. С октября 1859 г. по июль 1860 г. Дюгамель ревизовал Олонецкую губернию.
13 января 1861 году ушёл в отставку командир Отдельного Сибирского корпуса и генерал-губернатор Западной Сибири Г. Х. Гасфорд и Дюгамелю всемилостивейше повелено было занять освободившийся пост, с оставлением в звании сенатора. В том же году, 30 августа, Дюгамель был произведён в генералы от инфантерии, а 4 апреля 1865 г. награждён орденом св. Владимира 1-й степени с мечами и назначен командующим войсками Западно-Сибирского военного округа с оставлением генерал-губернатором Западной Сибири и сенатором. 28 октября 1866 г., согласно прошению, Дюгамель был уволен от помянутых должностей, но оставлен в звании сенатора и назначен членом Государственного совета.
В 1870 году, по случаю 50-летия службы в офицерских чинах, Дюгамель удостоился Высочайшего рескрипта и зачислен опять в Генеральный штаб.
Среди прочих наград Дюгамель имел ордена Virtuti Militari 4-й степени (1832 г., за Польскую кампанию 1831 г.), св. Георгия 4-й степени (3 декабря 1839 г., за беспорочную выслугу 25 лет в офицерских чинах, № 5915 по списку Григоровича — Степанова), св. Станислава 1-й степени (15 апреля 1841 г.), св. Анны 1-й степени (24 февраля 1842 г.).
Умер 28 мая 1880 г. в селе Носковцы Винницкого уезда Подольской губернии, похоронен там же на кладбище при Молчанском костеле.
В «Русском архиве» за 1885 г., кн. I—III, напечатаны обширные и ценные «Записки» А. О. Дюгамеля (выпущены М. Н. Катковым отдельным изданием в Москве в том же году). Также встречаются упоминания на следующие публикации Дюгамеля: «Сравнительный обзор государственных доходов во Франции, в Австрии, в Пруссии и в России» (1844) и «История кредита и государственного долга в России» (1845), однако точных библиографических данных на эти публикации найти не удалось. Кроме указанных работ Дюгамелем были написаны следующие значительные труды (остались неопубликованными): «История войны против Польских мятежников в 1831 году» и «Критический очерк операций русской армии в Польше в 1831 г.».

## Семья
Дюгамель был женат с 1838 года на Юлии Михайловне Козловской (2.12.1812—1.08.1891), дочери командира Лейб-гвардии Преображенского полка Михаила Семёновича Козловского (1774—1853) и Софьи Антоновны де Бальмен (ум. 1822); детей у них не было, но в семье воспитывалась троюродная племянница жены Юлия Степановна Гаршина (1850—?), рано потерявшая родителей. Она впоследствии вышла замуж за адъютанта Дюгамеля капитана Миссори-Торриани.

## Награды
- Орден Святого Владимира 4-й ст. (1827)
- Орден Святой Анны 4-й ст. (1828)
- Золотое оружие «За храбрость» (1831)
- Орден Святой Анны 3-й ст. (1831)
- Virtuti Militari 4-й ст. (1832)
- Орден Святого Владимира 3-й ст. (1833)
- Орден Святого Станислава 2-й ст. (1836)
- Орден Святого Георгия 4-й ст. (1839)
- Орден Святого Станислава 1-й ст. (1841)
- Орден Святой Анны 1-й ст. (1842)
- Орден Святого Владимира 2-й ст. (1850)
- Орден Белого орла (1851)
- Орден Святого Александра Невского (1856)
- Орден Святого Владимира 1-й ст. (1865).